# 노노그램

노노그램 예시

노노그램(영어: Nonogram, 일본어: お絵かきロジック 오에가키로짓쿠[*])은 일본의 퍼즐 게임이다. 16을하면배모야
각각 적혀있는 숫자를 보면서 숨겨져 있는 숫자를 예상하여 지워나가면서 그림을 그리는 게임이다. NP-완전 문제이다. 한국에서는 네모네모로직이라고 불린다.

## 기본적인 규칙

### 숫자가 하나인 경우
1개의 숫자는 연속해서 검게 칠하는 칸(이하 ‘검은 칸’)의 수를 나타내고 있다. 단, 위치까지 나타내고 있는 것은 아니다.
(예시
| 3 |

에 대해서는 다음의 3개의 가능성을 생각할 수 있다.
| 3 |
| 3 |
| 3 |

### 숫자가 여러개인 경우

#### ‘빈칸’에 대해서
숫자가 둘 이상인 경우에 각각이 검은 칸의 수를 나타내며
사이에는 반드시 검게 칠하지 않은 칸(이하 ‘빈칸’)이 최소 하나가 들어간다.
단, 하얀 칸의 위치와, 검은 칸 사이에 얼마나 들어갈 지는 나타내고 있지 않다.
(예시1)
| 1 | 1 |  |  |  |  |  |

에 대해서는 여섯 가지의 방법을 생각할 수 있다.
| 1 | 1 |  |  |  |  |  |
| 1 | 1 |  |  |  |  |  |
| 1 | 1 |  |  |  |  |  |
| 1 | 1 |  |  |  |  |  |
| 1 | 1 |  |  |  |  |  |
| 1 | 1 |  |  |  |  |  |

(예시2)
| 1 | 1 | 1 |  |  |  |  |  |

에 대해서는 다음 한 가지의 방법 밖에 생각할 수 없다.
| 1 | 1 | 1 |  |  |  |  |  |

#### 순서에 대해서
둘 이상의 다른 숫자가 있는 경우에는 그 순서가 검은 칸의 순서를 나타낸다.
(예시)
| 3 | 1 |  |  |  |  |  |
| 1 | 3 |  |  |  |  |  |

에 대해서는 정답은 각각 아래와 같다.
| 3 | 1 |  |  |  |  |  |
| 1 | 3 |  |  |  |  |  |

또한, 가로인 경우만은 나타냈지만 세로일 때도 같다.
(예시)
| 2 |
| 1 |
|   |
|   |
|   |
|   |
|   |

에 대해서는 세 가지의 방법을 생각할 수 있다.
| 2 | 2 | 2 |
| 1 | 1 | 1 |
|   |   |   |
|   |   |   |
|   |   |   |
|   |   |   |
|   |   |   |

기본적인 규칙은 이것뿐이다.
(참조 튜토리얼 : 컨셉티스 아트 로직)

## 풀 때의 정석
여기서는 한 열에 10칸이 있는 어느 퍼즐을 푸는 것을 상정하고 있다. 또, 공간 절약을 위해서 가로의 열만을 나타내지만 세로일 때도 같으며 이 곳의 모든 문장을 ‘왼쪽’을 ‘위’로, ‘오른쪽’을 ‘아래’로 바꾸면 세로일 때의 풀이 방법이 된다.

### 첫 번째 단계
첫 번째 단계에서는 풀기 시작하는 단계로 아무 단서가 없는 상태이기에 단서가 없이도 풀 수 있는 곳부터 풀어간다. 여기서의 작업을 빼먹으면 도중에 막히기에 확실하게 해야한다.

#### 0과 최고값을 먼저
먼저 처음에 할 것은 0과 최고값(여기서는 10)부터 처리하는 것이다. 생각할 필요가 없는 0은 모두 빈칸이며 최고값인 경우에는 모두 검은 칸인 것이 확실하기 때문이다.
| 10 |

빈칸인 것이 확정된 칸에는 × 같은 것으로 빈칸이라는 것을 구분시켜둔다. 다만, 너무 크게 표기하면 완성됐을 때의 그림이 보기에 흉해지기에 주의가 필요하다.
| 0 | × | × | × | × | × | × | × | × | × | × |

#### 더해서 최곳값이 되는 것을 풀기
둘 이상의 숫자가 있는 예시에서 숫자와 숫자 사이에 빈칸이 하나라고 가정하고 계산하면 조금 최곳값과 같은 수가 되는 예시는 하나의 가능성 밖에 없기에 숫자와 숫자 사이에 한 칸만 빈칸을 넣고 나머지는 검은 칸으로 칠한다.
(예시)
| 7 | 2 |  |  |  |  |  |  |  |  |  |  |

는 7과 2 사이에는 빈칸이 한 칸밖에 없다고 가정하면 7+1+2=10(1은 빈칸 분량, 아래와 같다)이며 최곳값과 같은 값이 되기 때문에 다음의 한가지 방법밖에 없다.
| 7 | 2 |  |  |  |  |  |  |  | × |  |  |

여기서 처리할 수 있는 것은 숫자가 적어질 수록 알아채기 어려워지기에 주의가 필요하다. 예를 들면 아래와 같다.
| 4 | 2 | 2 |  |  |  |  |  |  |  |  |  |  |

은, 4+1+2+1+2=10이기 때문에,
| 4 | 2 | 2 |  |  |  |  | × |  |  | × |  |  |

이다. 더 작은 경우도 있다.
| 1 | 2 | 1 | 1 | 1 |  |  |  |  |  |  |  |  |  |  |

은, 1+1+2+1+1+1+1+1+1=10이기 때문에,
| 1 | 2 | 1 | 1 | 1 |  | × |  |  | × |  | × |  | × |  |

이다.

#### 좌우에 채울 때에 생기는 공통된 검은 칸을 처리
예를 들면 다음의 예시를 어떻게 처리할지이다.
| 8 |

이 예시는 다음의 세 가지 방법을 생각할 수 있다.
| 8 |
| 8 |
| 8 |

이 경우에는 더 이상 없는 것인가라고 하면 그렇지도 없다. 잘 보면 어떤 경우나 맨 가운데의 여섯 칸은 반드시 칠해지는 것을 알 수 있다. 따라서, 이 예시는 이처럼 일부가 확정이다.
| 8 |

좀 더 말하면, 맨 왼쪽 칸이 검은 칸이라고 가정하고 가장 오른쪽의 칸이 검은 칸이라고 가정한 경우에 그 두 경우의 공통되는 부분이 검은 칸으로 확정이다.
(예시)
| 6 |

이것을 가장 왼쪽이 검은 칸이라고 가정하면,
| 6 |

반대로 가장 오른쪽이 검은 칸이라고 가정하면,
| 6 |

두 가지 경우를 비교해서 공통으로 검은 칸이 되는 것은,
| 6 |

이 되며, 아래의 예시에서 노란 색으로 표시한 가운데 두 칸이 공통되기에 아래처럼 컴은 칸을 칠한다.
| 6 |

둘 이상의 숫자가 있는 경우에 대해서도 숫자와 숫자 사이에 빈칸을 한 칸이라고 가정하면 같은 작업을 할 수 있다. 단, 왼쪽과 오른쪽부터 칠했을 경우를 비교했을 때에 검은 칸으로 공통되는 부분이 있어도 다른 숫자에서 온 경우에는 공통됐다고 볼 수는 없다(아래의 예시를 참조).
(예시)
| 4 | 2 |  |  |  |  |  |  |  |  |  |  |

가장 왼쪽이 검은 칸이라고 가정해서,
| 4 | 2 |  |  |  |  |  |  |  |  |  |  |

가장 오른쪽이 검은 칸이라고 가정해서,
| 4 | 2 |  |  |  |  |  |  |  |  |  |  |

두 가지의 경우를 비교하면 공통되는 부분이 검은 칸이 되는 것은,
| 4 | 2 |  |  |  |  |  |  |  |  |  |  |

여기서, 노란 색의 칸은 같은 ‘4’로 칠해져있지만, 초록색 칸은 가장 왼쪽에서 칠했을 경우에는 ‘2’, 가장 오른쪽에서 칠했을 경우에는 ‘4’로 칠해져 있기 때문에 노란 칸만이 확정되는 부분이다. 따라서 다음과 같이 확정이다.
| 4 | 2 |  |  |  |  |  |  |  |  |  |  |

아래 그림과 같은 경우의 가능성을 고려하면 초록 칸은 확정이 아닌 것을 알 수 있다.
| 4 | 2 |  |  |  |  |  |  |  |  |  |  |

### 두 번째 단계
첫 번째 단계로 확정지을 수 있는 것은 여기까지이다. 후에는 첫 번째 단계에서 확정지은 칸을 단서로 새롭게 확정지을 칸을 늘려가는 작업으로 변한다. 두 번째 단계에서 확정지을 칸도, 새롭게 확정지은 칸을 늘리는 단서가 되기에 다 풀때까지 이 작업을 반복하게 된다. 또한, 이 이후에는 이미 확정지은 검은 칸은 갈색 칸며 이미 확정지은 빈칸은 갈색 칸 안의 ×이며, 새롭게 확정지을 검은 칸과 빈칸은 각각 검은 칸과 검은 ×로 표시하게 된다.

#### 모든 검은 칸, 모든 빈칸이 확정된 예시의 처리
숫자의 합계와 이미 확정지은 검은 칸의 수가 일치할 경우에 아직 확정 못 지은 칸을 모두 빈칸으로 확정시킨다. 아직 확정 못 지은 칸과 검은 칸으로 확정지은 칸의 합계가 숫자의 합계에 일치한 경우에는 아직 확정 못 지은 칸은 검은 칸으로 확정시킨다.
(예시1)
| 1 |

이 경우, 숫자 ‘1’에 대해서 이미 하나의 검은 칸이 확정되어 있기에 이 이외의 검은 칸은 없다. 따라서,
| 1 | × | × | × |  | × | × | × | × | × | × |

로 빈칸이 확정된다.
(예시2)
| 1 | 1 | 1 | 1 | × |  | × |  | × |  | × | × | × |  |

이 경우, 이 예시에는 합계 4칸의 검은 칸이 있는 것이기 때문에 아직 확정 못 지은 칸이 검은 칸이 아니면 검은 칸의 수가 부족해진다. 따라서,
| 1 | 1 | 1 | 1 | × |  | × |  | × |  | × | × | × |  |

로 검은 칸이 된다.

#### 검은 칸의 이웃 칸 처리
숫자와 숫자 사이에는 빈칸이 한 칸 이상이 들어가기에 검은 칸이 연속인 것을 알 수 있으면 그 이웃 칸은 빈칸으로 확정한다.
(예시1)
| 1 | 2 | 1 |  |  |  |  |  |  |  |  |  |  |

이 경우, 이미 칠해진 검은 칸은 ‘2’에서 와서 연속하고 있는 것은 확실하다. 숫자와 숫자 사이에는 반드시 하나 이상의 빈칸이 있기에,
| 1 | 2 | 1 |  |  | × |  |  | × |  |  |  |  |

로 빈칸을 확정한다.
(예시2)
| 1 | 2 | 1 |  |  |  |  |  |  |  |  |  |  |

(예시1)의 경우와 비슷하지만 이번에는 이미 확정지은 칸은 ‘1’에서 온 것인지 ‘2’에서 온 것인지, 이 시점에서는 밝혀지지 않기에 새롭게 확정지을 수 있는 칸은 없다.

#### 가장자리의 처리
가장 바깥 측이 확정되면 바깥 측의 숫자가 나타내는 검은 칸은 확정이다.
(예시1)
| 3 | 2 |  |  |  |  |  |  |  |  |  |  |

처럼 가장 왼쪽이 확정짓고 있을 경우에는 자동적으로 ‘3’이 나타내고 있는 것은
| 3 | 2 |  |  |  | × |  |  |  |  |  |  |

로 확정된다. 앞의 항에서 말한 ‘검은 칸의 이웃칸을 처리’에 따라서 왼쪽부터 네 번째에 ×를 붙이는 것도 잊지 않았으면 한다.
(예시2)
| 3 | 2 |  |  |  |  |  |  |  |  |  |  |

f로, 가장 오른쪽이 확정되었을 경우에는 자동적으로 ‘2’가 나타나고 있는 것은,
| 3 | 2 |  |  |  |  |  |  |  | × |  |  |

로 확정한다. 오른쪽에서 세 번째 ×는 ‘검은 칸의 이웃칸을 처리’에 따른 것이다.

#### 협소한 칸의 처리
연속되어서 나타나는 숫자보다 협소한 칸의 경우에는 그 부분은 빈칸이라고 확정한다.
(예시1)
| 3 |  |  |  |  |  |  |  | × |  |  |

는, 우측부터 검은 칸을 취하면 두 칸만 나타나기에 우측 끝에는 검은 칸은 넣지 않는다. 따라서
| 3 |  |  |  |  |  |  |  | × | × | × |

확정한다.
(예시2)
| 3 |  |  |  | × |  |  | × |  |  |  |

는, ×와 ×의 사이에는 두 칸만 나타날 수 있기에 거기에는 검은칸은 넣지 않는다. 따라서
| 3 |  |  |  | × | × | × | × |  |  |  |

로 확정한다.

#### 확실히 검은 칸이 닿는 칸, 닿지 않는 칸을 처리
이미 검은 칸의 확정되어 있으며 숫자와 비교해서 닿지 않는 칸이 있는 경우에는 그 곳은 빈칸으로 확정한다. 또, 몇몇 가장자리에 붙여도 검은 칸이 초과하는 부분에 대해서는 검은 칸으로 확정한다.
(예시1)
| 2 |

이 경우에 가능성은 아래 두 가지밖에 없다.
| 2 |
| 2 |

따라서, 다음처럼 확정한다.
| 2 |  |  |  | × | × | × | × | × | × | × |

(예시2)
| 5 |

이 경우, 우측 끝부터 검은 칸을 했다해도 반드시 오른쪽부터 다섯 번째 칸에 검은 칸이 닿아버린다. 또, 확정되어 있는 칸부터 좌측으로 다섯 칸을 해도 왼쪽부터 세 번째 칸까지 검은 칸은 닿지 않는 것이 명확해진다. 따라서,
| 5 | × | × | × |  |  |  |  |  |  |  |

로 확정한다.
(예시3)
| 3 | 4 |  |  |  |  |  |  |  |  |  |  |

이 경우, 우측의 검은 칸부터 좌측에 최대한 네 칸 분량을 늘려줘도 두 개의 검은 칸은 이어지지 않는다. 또, 그 사이에는 규칙에 따라서 최저 하나의 빈칸이 필요하기에 왼쪽부터 네 번째 칸은 4의 칸으로는 채울 수 없다. 그렇게 되면 4의 좌측이 오른쪽으로 벗어나기 때문에(왼쪽부터 다섯 번째 칸), 그 곳부터 오른쪽으로 센 네 번째 칸을 검은 칸으로 확정한다.
| 3 | 4 |  |  |  |  |  |  |  |  |  |  |

#### 가장자리나 최고값의 갱신에 대한 처리
바깥 측의 빈칸을 연속해서 확정하면 그 분량만 가장자리가 안 쪽으로 밀리는 것으로 가정할 수 있으며 그에 따라서 그 예시의 최고값이 그것만 적어진다고 가정할 수 있다. 거기서 갱신된 가장자리나 최고값을 사용해서 검은 칸과 빈칸을 확정한다.
(예시1)
| 5 |

이것은, 첫 번째 단계에서는 확정할 수 없었다. 하지만,
| 5 |  |  |  |  |  |  |  |  |  | × |

로 확정한 경우, 오른쪽 끝이 하나 분량의 안쪽으로 어긋난 것을 가정할 수 있으며, 오른쪽에서 두 번째 칸을 새로운 오른쪽 끝으로 생각해서 ‘좌우에 채울 때에 생기는 공통된 검은 칸을 처리’를 진행하면,
| 5 |  |  |  |  |  |  |  |  |  | × |

로 확정할 수 있다.
(예시2)
| 1 | 1 | 1 | 1 |  |  |  |  |  |  |  |  |  |  |

이것은, 첫 번째 단계에서는 확정할 수 없었다. 하지만,
| 1 | 1 | 1 | 1 |  |  |  |  |  |  |  | × | × | × |

로 확정하면, 이 열은 최고값이 10에서 7로 내려간 것으로 가정할 수 있다. 그러면, 1+1+1+1+1+1+1=7이 되며, 최고값과 일치하기에,
| 1 | 1 | 1 | 1 |  | × |  | × |  | × |  | × | × | × |

로 확정한다.

#### 나눠진 칸의 처리
길고 아무것도 확정되지 않은 칸의 절반쯤을 빈칸으로 확정하면, 그 좌우를 각각 독립해서 처리할 수가 있다.
(예시)
| 3 | 3 |  |  |  |  |  |  |  |  |  |  |

이것은 첫 번째 단계에서는 확정할 수 없었다. 하지만,
| 3 | 3 |  |  |  |  |  | × |  |  |  |  |

로 확정했을 경우에는 확정된 빈칸의 좌우 어느 한방향으로 모든 검은 칸이 들어가는 것은 있을 수 없기에 좌우 각각 하나씩 들어가게 되며,
| 3 | 3 |  |  |  |  |  | × |  |  |  |  |

로 확정할 수 있다.

### 세 번째 단계
문제 중에는 위의 기술을 구사해도 풀 수 없는 경우도 있다.

#### 소거법
위의 방법만으로 막힌 경우. 주의의 장소를 임시로 모두 칠하는 장소로 가정한다. 게다가 그것을 단서로 문제를 풀어간 경우에 후에 모순점이 생겨버린다면 그곳은 실은 칠해서는 안되는 장소였다는 것을 알게된다.
또한, 모순범이 발생하기까지의 전개가 긴 만큼, 예측하기도 힘들어지며 고전을 강요당할 수 있다. 그러므로, 이 방법은 기술 중에도 고도의 훈련이 요구된다.
게임 “피크로스”, “피크로스 NP”에서는 ‘彫’（“NP”에서는 ‘塗’), ‘×’, ‘消’가 있지만, ‘試し彫り’(“NP”에서는 ‘試し塗り’）마크라는 조작성은 마리오의 슈퍼 피크로스 내에 등장했다.

## 풀이의 흐름
|  | - 왼쪽의 8×8 칸의 문제를 예로 퍼즐의 전체 흐름을 나타낸다. 편의상 가로열을 대문자 A~H, 세로 열을 소문자 a~h를 사용해서 불렀으며, 특정 칸을 가로열과 세로열의 이름을 하나로 묶어서 부른다(가장 왼쪽 위의 칸은 Aa가 된다). 또한, 빨강으로 표시한 칠한 것과 × 미크는 가로열의 숫자에서, 파랑은 세로열의 숫자에서 나온 것을 나타낸다. |
|  | - D열 ‘8’은 최고값이기에 그 열은 모두 칠한다(#0과 최고값을 먼저를 참조). - b열 ‘6’, c열 ‘2,1,2’, f열 ‘2,1,2’은 #좌우에 채울 때에 생기는 공통된 검은 칸을 처리의 정석으로 일부 칠한다. |
|  | - a열 ‘4’ 중에 검정 칸이 확정인 Da의 칸부터 생각해서 멘아래인 Ha는 빈칸인 것이 확정된다(#확실히 검은 칸이 닿는 칸, 닿지 않는 칸을 처리를 참조). - g열 ‘3,2’ 중 검은 칸 Dg는 위치부터 생각해서 명확히 ‘3’에서 나온 검은 칸이다. 따라서, 이 열의 맨위 Ag는 빈칸인 것이 확정된다. - c열 ‘2,1,2’에 대해서 Bc, Dc의 검은 칸은 위치부터 생각해서 각각 ‘2’ ,‘1’에서 나온 것을 알 수 있다. 따라서, Dc의 위아래의 이웃칸은 빈칸인게 결정된다(#검은 칸의 이웃 칸 처리를 참조). 또, 그에 따라서 맨위의 Ac가 검은 칸인 것도 확정된다(#가장자리나 최고값의 갱신에 대한 처리를 참조). - f열도 c열과 마친가지로 처리할 수 있다. |
|  | - A열 ‘4’에 있는 두 개의 검은 칸 Ac, Af는 당연히 같은 ‘4’에서 나온 것이다. 따라서, 그 사이의 두 칸은 검은 칸으로 결정되며 #모든 검은 칸, 모든 빈칸이 확정된 예시의 처리를 할 수 있다. - B열 ‘2,2’은 어느쪽도 확실히 검은 칸이 닿는 칸, 닿지 않는 칸을 처리의 정석으로 양쪽 가장자리의 칸 Ba, Bh을 빈칸으로 확정한다. G열도 마찬가지이다. - C열 ‘2,2’는 Cc가 빈칸이라고 확정되어 있기 때문에 #가장자리나 최고값의 갱신에 대한 처리에서 Ca가 검은 칸인 것이 확정된다. - E열 ‘2’는 Ec가 빈칸이라고 확정되어 있기 때문에 이것도 마찬가지로 Ea가 검은 칸인 것이 확정된다. 그 후, #모든 검은 칸, 모든 빈칸이 확정된 예시의 처리를 할 수 있다. - H열 ‘4’도 #가장자리나 최고값의 갱신에 대한 처리에서 검은 칸이 하나 확정된다. |
|  | - a열의 모든 칸이 확정이다. - b열 ‘6’은 가장자리나 최고값의 갱신에 대한 처리로부터 검은 칸이 하나 확정이다. - d열 ‘1,1,1’에는 #검은 칸의 이웃 칸 처리를 할 수 있다. - e열의 모든 칸이 확정이다. - g열의 ‘3’이 확정, ‘2’가 일부 확정이다. - h열의 ‘2’가 확정이다. |
|  | - B열의 모든 칸이 확정이다. - F열 ‘2,2’는 #검은 칸의 이웃 칸 처리에서 Fc가 빈칸으로 결정되며 또 Fd는 #협소한 칸의 처리를 할 수 있으며 빈칸으로 확정된다. 그 후, #가장자리나 최고값의 갱신에 대한 처리에서 Fg가 검은 칸이 된다. - G열의 모든 칸이 확정이다. |
|  | - b, c, g열의 모든 칸이 확정이다. |
|  | - H열의 모든 칸이 확정이다. |
|  | - f, h열의 모든 칸이 확정이며, 완성이 된다. |
|  | - 완성 그림("e"라는 알파벳) - 위의 예시에서 알 수 있듯이 풀 때에는 종종 ‘이 검은 칸은 어느 숫자에서 온 것인지’에 대해서가 중요하다. |

## 다색화
기본 규칙으로는 빈칸의 그림만 그릴 수 없기 때문에 둘 이상의 색을 사용할 수 있게 한 규칙도 존재한다.
가장 일반적인 것은 숫자마다 색이 지정되어 있어서 숫자에 지정된 색으로 칠하는 것이다. 이 경우에 같은 열에 숫자가 둘 이상 있어도 다른 색이라면 사이에 공백이 들어가지 않아도 좋다는 규칙이 추가된다(같은 색이라면 기본 규칙처럼 한 칸 이상 비운다).
풀 때에는 아래의 내용에 주의할 필요가 있다.
- 숫자와 숫자 사이에 들어가지 않은 경우가 있기 때문에 확정된 칸이 적어진다.
- 각 색이 어떤 열에서 사용되고 있는지를 확인한다. 이것에 의해서 그 색으로 칠할 수 없는 범위가 나뉘며 그곳에서부터 결정되는 경우가 있다.

## 문제 만들기
아직 도트 그림을 그려도 반드시 문제로 성립한다고는 할 수 없다. 답이 하나로 좁히지 않는 경우가 있기 때문이다. 컴퓨터 상에서 문제를 만들 수 있는 소프트웨어 등에서는 문제로 성립하는지 아닌지를 자동적으로 판정해주는 기능이 달려있는 것도 있다.

## 삼각형 칸
칠하는 칸을 정사각형을 비스듬히 자른 삼각형으로 한 규칙도 있다. 이러한 것을 다이아몬드 로직 또는 다이아 로직 등으로 불린다.

## 비고
100×100 칸 등 방대한 칸 수가 되어 오면 칠할 수 있는 칸을 찾는 것이 상당히 힘들어진다.
여기서 첫 번째 단계에서 칠할 수 있는 칸을 계산에 따라서 구할 수 있는 방법이 있다.
- 먼저, 구하고 싶은 행A의 힌트로 나와있는 수를 모두 합한다(이것은 검은 칸의 계산).
- 다음으로 행A의 힌트 개수에 1을 뺀 값을 위에서 계산된 숫자와 합한다(행A가 1, 1 , 3 , 4인 경우에는 3을 더한다. 이것은 빈칸의 합계의 촤저값).
- 마지막으로 칠할 수 있을지를 알고 싶은 수 B(우선은 행A의 높은 수(예시의 경우에는 4)가 좋다)를 모두 합한다.

이 세 개의 단계로 구한 수에서 행A의 칸 수(세로 또는 가로의 칸 수)를 빼서 구한 정수가 첫 번째 단계에서 수 B로 칠할 수 있는 칸 수이다. 0 이하가 됐을 경우에는 행A의 수 B는 첫 번째 단계에서는 칠할 수 없다. 칠하는 위치는 첫 번째 단계의 풀이 방법을 참조.
덧붙여서 열의 경우에는 행A가 15칸일 시에는 4의 부분에 한 칸을 칠할 수 있으며, 14칸이였던 경우에는 3의 한 칸과 4의 두 칸의 합계 세 칸을 칠할 수 있다.

## 예시
|   |   |   |   |   | 2 | 2 |   |  |  |
| 0 | 9 | 9 | 2 | 2 | 4 | 4 | 0 |  |  |
|   | 0 |   |   |   |   |   |   |  |  |
|   | 4 |   |   |   |   |   |   |  |  |
|   | 6 |   |   |   |   |   |   |  |  |
| 2 | 2 |   |   |   |   |   |   |  |  |
| 2 | 2 |   |   |   |   |   |   |  |  |
|   | 6 |   |   |   |   |   |   |  |  |
|   | 4 |   |   |   |   |   |   |  |  |
|   | 2 |   |   |   |   |   |   |  |  |
|   | 2 |   |   |   |   |   |   |  |  |
|   | 2 |   |   |   |   |   |   |  |  |
|   | 0 |   |   |   |   |   |   |  |  |

|   |   |   |   |   | 2 | 2 |   |  |  |
| 0 | 9 | 9 | 2 | 2 | 4 | 4 | 0 |  |  |
|   | 0 |   |   |   |   |   |   |  |  |
|   | 4 |   |   |   |   |   |   |  |  |
|   | 6 |   |   |   |   |   |   |  |  |
| 2 | 2 |   |   |   |   |   |   |  |  |
| 2 | 2 |   |   |   |   |   |   |  |  |
|   | 6 |   |   |   |   |   |   |  |  |
|   | 4 |   |   |   |   |   |   |  |  |
|   | 2 |   |   |   |   |   |   |  |  |
|   | 2 |   |   |   |   |   |   |  |  |
|   | 2 |   |   |   |   |   |   |  |  |
|   | 0 |   |   |   |   |   |   |  |  |